# 深川郵便局 (北海道)
深川郵便局（ふかがわゆうびんきょく）は北海道深川市にある郵便局。民営化前の分類では集配普通郵便局であった。

## 概要
住所：〒074-8799 北海道深川市二条6-12

## 沿革
- 1896年（明治29年）2月1日 - 深川郵便局（三等）として開設[1]。
- 1896年（明治29年）3月1日 - 為替・貯金取扱を開始。
- 1937年（昭和12年）11月1日 - 石狩深川郵便局に改称、特定郵便局から普通郵便局に局種別改定[2]。
- 1957年（昭和32年）1月21日 - 電話通話および和文電報受付事務の取扱を開始[3]。
- 1966年（昭和41年）11月1日 - 一已郵便局から集配業務を移管[4]。
- 1990年（平成2年）11月30日 - 深川郵便局に改称[5]。
- 1993年（平成5年）4月16日 - 芽生簡易郵便局の廃止に伴い、取扱事務を承継。
- 1999年（平成11年） - 外国通貨の両替および旅行小切手の売買に関する業務取扱を開始。
- 2006年（平成18年）9月19日 - 多度志郵便局、更進郵便局、音江郵便局から集配業務を移管[6]。
- 2007年（平成19年）10月1日 - 民営化に伴い、併設された郵便事業北海道深川支店[7]に一部業務を移管。
- 2012年（平成24年）10月1日 - 日本郵便株式会社の発足に伴い、郵便事業北海道深川支店を深川郵便局に統合。
- 2015年（平成27年）8月31日 - 納内郵便局から「078-01xx」区域の集配業務を移管。

## 取扱内容
- 郵便、印紙、ゆうパック、内容証明
- 貯金、為替、振替、振込、国際送金、外貨両替・トラベラーズチェック、国債、投資信託
- 生命保険、バイク自賠責保険、自動車保険、がん保険、引受条件緩和型医療保険
- 地方公共団体事務（深川市住民票の写し、深川市印鑑登録証明書、深川市戸籍の謄抄本の交付）
- ゆうちょ銀行ATM
- 深川市内、旭川市内の一部地域（郵便番号074-11xx、078-01xxの地区）の集配業務
- ゆうゆう窓口

## 周辺
- 深川市立病院
- 北海道深川東高等学校
- 国道233号
- 石狩川

## アクセス
- JR函館本線・留萌本線 深川駅から南西へ約400m（徒歩約4分）
- 駐車場あり：4台